# Víctor Ruiz de Carranza
Víctor Ruiz de Carranza (n. Málaga, España, el 3 de febrero de 1995) es un baloncestista español que pertenece a la plantilla del Albacete Basket de la Liga LEB Oro. Con 2,00 metros de estatura, juega en la posición de alero.

## Trayectoria deportiva
Natural de Málaga, es un alero formado en las categorías inferiores del CB El Palo y del Unicaja Málaga. En la temporada 2012-13, con apenas 17 años debuta con el filial del Unicaja Málaga en Liga LEB Plata.
En la temporada 2013-14, alternaría participaciones con el Unicaja Málaga en Liga EBA y con el Club Baloncesto Axarquía en Liga LEB Oro.
En la temporada 2014-15, se marcha a Estados Unidos para ingresar en la Universidad de Hawái en Hilo, para jugar con el Hawaii Hilo Vulcans en la Division II de la NCAA, con poco protagonismo deportivo.
En 2015-16 jugaría en el  ASA College con el que disputaría la JUCO. 
En la temporada 2016-17 regresa a España para jugar en el Seguros Soliss Alcázar Basket de la Liga LEB Plata, registrando medias de 3.4 puntos y 3 rebotes.
En 2017 se traslada nuevamente a Estados Unidos para completar su formación y se enrola en la Academy of Art University con la que disputa la Division II de la NCAA con los Urban Knights. Permaneció tres campañas en la institución, si bien durante la 2017-18 no pudo participar en el equipo, graduándose en la temporada 2019-20 con medias de 4.8 puntos y 6.5 rebotes.
El 27 de agosto de 2020, tras terminar su período universitario, regresa a España y firma por el Albacete Basket de la Liga LEB Plata. Completa la temporada 2020-21 acreditando 6.9 puntos y 6 rebotes por encuentro. 
El 4 de agosto de 2021 renueva su contrato con el Albacete Basket. Al término de la temporada 2021-22 lograría el ascenso a la Liga LEB Oro, al que contribuyó con unos promedios de 6.7 puntos y 7.3 rebotes en la liga regular y siendo el jugador más valorado (con 29.5 créditos de media) en las eliminatorias de semifinal y final por el ascenso, en las que promedió 14.8 puntos, 11.8 rebotes y 3.3 asistencias.
En la temporada 2022-23 permanece en el Albacete Basket, completando la campaña en LEB Oro con 30 partidos disputados (24 de ellos como titular) y medias de 4.7 puntos y 4.3 rebotes.